# サムラ・ママス・マンナ

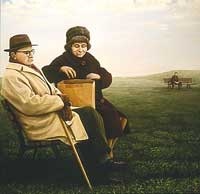
『ごはんですよ！』のレコード・スリーヴ

サムラ・ママス・マンナ（Samla Mammas Manna）は、スウェーデンのプログレッシブ・ロック・バンド。多くの点でフランク・ザッパの作詞作曲スタイルに似ており、天才的なミュージシャンシップと、まるでサーカスのようでありつつ、バカっぽいユーモアを特徴としている。1970年代後半に反対派勢力（ロック・イン・オポジション）運動を起こした創設メンバーの一角を担っていた。1979年にフレッド・フリスのソロ・アルバム『グラヴィティー』（1980年）でバック・バンドとして演奏したことでも知られる。音楽的にはカンタベリー・ロックに似ている。
オリジナルのラインナップは、ラーシュ・ホルメル（キーボード）、ハッセ・ブリュニウソン（ドラム）、ラーシュ・クランツ（ベース）、ヘンリック･オーベルグ（パーカッション）。アルバム『ごはんですよ!』には、ジャズ・フュージョン・ギタリストのコステ・アペトレアが参加した。
彼らの歌詞はユーモラスなもので、明確に政治的なものではなかったが、スウェーデンの政治的な「progg」運動（左翼であり反商業音楽運動）の最前線にいた。アルバム『資本主義をぶっ壊せ! -踊る鳥人間- (Klossa Knapitatet)』のタイトルは、スウェーデン語のフレーズ「krossa kapitalet」にかぶせており、これは「資本主義を粉砕せよ」という意味の1970年代共通のスローガンだった。また、それは「Staten och Kapitalet (Den ena handen vet vad den andra gör)」（日本語訳「国家と資本主義（一方の手は他方の行動を知っている）」）という、Blå Tåget（スウェーデンのバンド）による独創的なprogg曲のタイトルにも使われている。「progg」運動を深刻なものととらえる面々からは、この軽薄な感じの態度が面白いものとは思われなかった。
バンドは長年にわたってラインナップと名前の変更を受けた（読みは同じだが「S」を「Z」に変えた「サムラ・ママス・マンナ (Zamla Mammaz Manna)」と、「フォン・サムラ (von Zamla)」としてアルバムをリリースした）。名前を変える度、彼らは新たなサウンドを再発明した。1999年に、『カカ』というタイトルで一度限りのリリースを行うため、サムラ・ママス・マンナという元の名前の下でバンドを再結成した。2002年、彼らは再びパフォーマンスと最終アルバム『ディア・マンマ - 故郷のおかあちゃん』のために、今回はドラムに日本のミュージシャン、吉田達也を迎え、また再結成を行った。バンドは2003年8月に米国のシカゴのSchuba'sで、このラインナップによる最初のコンサートを行った。そして、ノースカロライナで毎年恒例となっている「Progdayフェスティバル」でも演奏した。
2005年、バンドはロシアのモスクワで開催された国際プログレッシブ・ロック・フェスティバル「InProg 2005」のオープニング・アクトを担当した。
ホルメルは、2008年12月に亡くなった。

## ディスコグラフィ

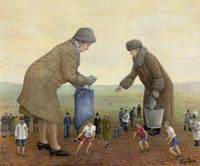
『ディア・マンマ - 故郷のおかあちゃん』のレコード・スリーヴ

### サムラ・ママス・マンナ (Samla Mammas Manna)
- 『サムラ・ママス・マンナ』 - Samla Mammas Manna (1971年)
- 『ごはんですよ!』 - Måltid (1973年)
- 『資本主義をぶっ壊せ! -踊る鳥人間-』 - Klossa Knapitatet (1974年)
- 『洟垂れ小僧のシンフォニー』 - Snorungarnas symfoni (1976年) ※グレゴリー・アラン・フィッツパトリックと連名
- 『カカ』 - Kaka (1999年)
- 『ディア・マンマ - 故郷のおかあちゃん』 - Dear Mamma (2002年)
- 『ライヴ・1975』 - Live 1975 (2013年) ※ライブ・アルバム。ロン・ギーシンと連名

### サムラ・ママス・マンナ (Zamla Mammaz Manna)
- 『初老の新来者の為に』 - För äldre nybegynnare (1977年)
- 『親しみ易いメロディの神秘』 - Schlagerns mystik (1978年)
- 『家庭のひび割れ』 - Familjesprickor (1980年)

### フォン・サムラ (von Zamla)
- Zamlaranamma (1982年)
- No Make Up! (1984年)
- 1983 (1999年) ※ライブ・アルバム

## 参考
- 『アバウト・ロック・イン・オポジション』 - Romantic Warriors II: A Progressive Music Saga About Rock in Opposition (2012年)